# Holokauszttanulmányok Bécsi Wiesenthal Intézete
A Holokauszttanulmányok Bécsi Wiesenthal Intézete (Vienna Wiesenthal Institute for Holocaust Studies - VWI) egy kutatóintézet, amelynek szakterülete az antiszemitizmus, a rasszizmus és a holokauszt összes aspektusával kapcsolatos kutatás, dokumentáció és oktatási tevékenység, beleértve a holokauszt előzményeit és utóhatásait. Simon Wiesenthal, valamint nemzetközi és osztrák kutatók alapították, az intézet székhelye Bécsben (Ausztria) található, és tevékenységét Bécs városa, valamint az Osztrák Tudományos, Kutatási és Gazdasági Minisztérium finanszírozza.

## Története
Életének utolsó pár évében Simon Wiesenthal szerette volna, hogy archívuma a további kutatások számára hozzáférhetővé váljon és egy bécsi székhelyű Holokauszttanulmányok központ alappillére legyen. Ezért, amikor a Bécsi Zsidó Hitközség (IKG) bécsi székhelyű tudományos intézményekkel karöltve azt javasolta neki, hogy alapítsanak egy Soá Kutatóközpontot, Wiesenthal - nemzetközi és osztrák kutatókkal együttműködve – személyesen is részt vett az új intézet kigondolásában, egészen 2005-ben bekövetkezett haláláig.

## Szervezet
A VWI támogató szervezetében együttműködik a Bécsi Zsidó Hitközség, a Zsidó Dokumentációs Központ (Dokumentationszentrum des Bundes Jüdischer Verfolgter des Naziregimes), az Osztrák Ellenállás Dokumentációs Központja (Dokumentationsarchiv des österreichischen Widerstandes), a Bécsi Egyetem Legújabbkori Történeti Intézete (Institut für Zeitgeschichte der Universität Wien), a Nemzetközi Szövetség a Holokauszt Emlékezetéért (International Holocaust Remembrance Alliance) és a Salzburg Egyetem Zsidó Művelődéstörténeti Központja (Zentrum für Jüdische Kulturgeschichte, Universität Salzburg).
A VWI Igazgatóságának tagjait ez a támogató szervezet nevezi ki. Az Igazgatóság szervezeti szempontból a VWI legmagasabb szintű döntéshozó szerve.
A Nemzetközi Tudományos Tanácsadó Bizottság a tudományos kérdéseket illetően rendelkezik kulcspozícióval. A bizottság legalább 12 nemzetközileg elismert szakértőből áll, akik közül legalább 9 külföldön kell, hogy tevékenykedjen, és nem lehet több háromnál az osztrák felsőoktatási intézményekben dolgozók száma. Fontos szempont az, hogy ez a grémium interdiszciplináris legyen és maradjon.
Az intézet napi szintű ügyviteléért az Igazgató, a Tudományos Igazgató, valamint a könyvtár, a levéltár, a kiadványok, a PR és az irodai ügyekért felelős munkatársak felelnek. A VWI három fő tevékenységi köre a kutatás, a dokumentáció, és az oktatás, melyek révén az antiszemitizmus, a rasszizmus és a holokauszt összes aspektusával foglalkozik, beleértve a holokauszt előzményeit és utóhatásait.

## Fő tevékenységek

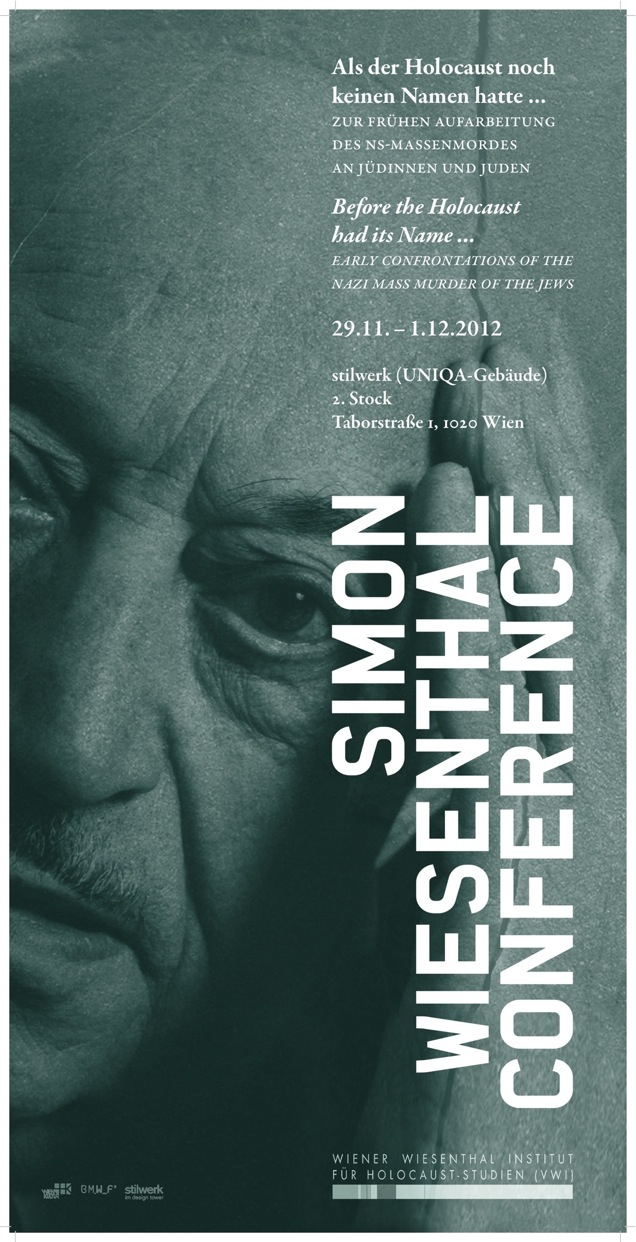

A kutatás a VWI-nél nemzetközi és interdiszciplináris és két ágon fut: egyfelől van egy évente meghirdetett ösztöndíj program tudományos főmunkatársak (Senior Fellow), tudományos munkatársak (Research Fellow) és tudományos segédmunkatársak (Junior Fellow) számára, másfelől vannak különböző hosszúságú kutatási projektek. Több olyan kutatási projekt már kidolgozásra került, illetve folyamatban van, ami az antiszemitizmus és a holokauszt történetével foglalkozik.
2012 ősze óta az intézet évente két tudományos főmunkatársat, két tudományos munkatársat és négy tudományos segédmunkatársat fogad. A kiírásokat jellemzően a naptári év végén teszik közzé. Az ösztöndíjakról a Tudományos Tanácsadó Bizottság egyik albizottsága és a VWI egyik állandó kutatója dönt minden év tavaszán.
A VWI levéltára – amely Simon Wiesenthal levéltárát, illetve a Bécsi Izraelita Hitközség holokauszttal kapcsolatos anyagait tartalmazza – valamint a folyamatosan bővülő tudományos könyvtára az intézet dokumentációs célját hivatott ellátni, míg a tudományos események (előadások, konferenciák, workshopok, és a széles nyilvánosságot megcélzó programok) az információs és oktatási funkciót töltik be.
Az intézet internetes folyóirata a “S:I.M.O.N. – Shoah: Intervention. Methods. DocumentatiON.” (Soá: Beavatkozás. Módszerek. Dokumentáció). Ez a folyóirat teszi közzé a Simon Wiesenthal Előadások kéziratait, a tudományos munkatársak tanulmányait és a Szerkesztőbizottság által kiválasztott cikkeket. A VWI könyvsorozatát a bécsi könyvkiadó, a new academic press adja ki. Az intézet német nyelvű, féléves hírlevele, a “VWI im Fokus” az aktuális eseményekről és tevékenységekről számol be.
2016 ősszel az intézet a bécsi Rabensteigen levő új épületébe költözött, ahol egy kis múzeum Simon Wiesenthal életművéről is található.

## Események
A VWI különböző nyilvános eseményeket szervez, amelyeknek célja a Soáról való megemlékezés.
A „Simon Wiesenthal Lecture"-k, amelyek mostanra a VWI védjegyévé váltak, a holokausztkutatás friss eredményeit mutatják be a szélesebb közönség számára neves nemzetközi kutatók segítségével. A VWI minden naptári év végén szervez egy „Simon Wiesenthal Konferenciát,” míg a nyár elején tartott kisebb workshop keretein belül lehetőség nyílik megvitatni a holokauszttanulmányok legújabb fejleményeit. A „VWI vizuális anyagok” a széles közönség számára mutat be ismeretlen vagy elfeledett gyöngyszemeket, amelyek a holokausztot vizuális médiumok útján jelenítik meg.
A széles nyilvánosságot megcélzó programok során innovatív, olykor provokatív és nem konvencionális módszerek segítségével emlékeznek meg bizonyos eseményekről.

## Fordítás
Ez a szócikk részben vagy egészben  a   Wiener Wiesenthal Institut für Holocaust-Studien (VWI) című de Wikipédia-szócikk ezen változatának fordításán alapul.  Az eredeti cikk szerkesztőit annak laptörténete sorolja fel. Ez a jelzés csupán a megfogalmazás eredetét és a szerzői jogokat jelzi, nem szolgál a cikkben szereplő információk forrásmegjelöléseként.